# Calanthe undulata
Calanthe undulata är en orkidéart som beskrevs av Johannes Jacobus Smith. Calanthe undulata ingår i släktet Calanthe och familjen orkidéer. Inga underarter finns listade i Catalogue of Life.